# Mariusz Lamentowicz
Mariusz Grzegorz Lamentowicz (ur. 11 marca 1974 we Włocławku) – polski przyrodnik, geograf i paleoekolog, profesor nauk ścisłych i przyrodniczych, pracownik naukowy Instytutu Geoekologii i Geoinformacji Uniwersytetu im. Adama Mickiewicza w Poznaniu, kierownik Pracowni Ekologii Zmian Klimatu. Od 2025 członek korespondent Polskiej Akademii Nauk (PAN). Laureat (2025) Nagrody im. Josepha Leidy’ego za Osiągnięcia Badawcze, przyznawanej przez International Society for Testate Amoeba Research (ISTAR) za badania nad amebami skorupkowymi.

## Życiorys
Ukończył Szkołę Podstawową nr 14 im. Marszałka Józefa Piłsudskiego we Włocławku. Absolwent Technikum Elektrycznego we Włocławku. W 2000 ukończył studia na Wydziale Nauk Geograficznych i Geologicznych UAM. W 2004 r. obronił pracę doktorską pt. Geneza torfowisk naturalnych i seminaturalnych w Nadleśnictwie Tuchola, przygotowaną pod kierunkiem prof. Kazimierza Tobolskiego. W latach 2007–2008 odbył staż na Politechnice Federalnej w Lozannie jako laureat stypendium programu KOLUMB Fundacji na rzecz Nauki Polskiej. W 2010 r. Rada Wydziału Nauk Geograficznych i Geologicznych UAM nadała mu stopień doktora habilitowanego. W 2017 r. uzyskał tytuł profesora nauk ścisłych i przyrodniczych.
Jest profesorem w Instytucie Geoekologii i Geoinformacji Uniwersytetu im. Adama Mickiewicza w Poznaniu, przewodniczącym uczelnianego Zespołu ds. Zrównoważonego Rozwoju, członkiem rady naukowej dyscypliny nauki o Ziemi i środowisku UAM w Poznaniu oraz Rady Naukowej IGiPZ PAN na kadencję 2023-2026.
W 2022 r. został powołany do Rady Konsultacyjnej ds. Ochrony Środowiska i Klimatu działającej przy Prezydencie Miasta Poznania. Jest członkiem Polskiego Towarzystwa Limnologicznego. Był zastępcą przewodniczącego Komitetu Badań Czwartorzędu PAN kadencji 2020-2023.
Był autorem wystawy fotograficznej pt. „Mokradła – historia pisana węglem” zorganizowanej w marcu 2024 r. na Wydziale Biologii UAM przez Klub Nauki i Sztuki działający przy Pracowni Projektów i Badań Transdyscyplinarnych Uniwersytetu Artystycznego im. Magdaleny Abakanowicz w Poznaniu. W latach 2022–2023 jego fotografie były prezentowane także na wystawie czasowej pn. „Piast surwiwal. Człowiek i las 1000 lat temu” w Muzeum Początków Państwa Polskiego w Gnieźnie.
Zajmował się także obrączkowaniem ptaków. Był opiekunem ostoi ptaków IBA „Błota Rakutowskie” z ramienia Ogólnopolskiego Towarzystwa Ochrony Ptaków.

## Dorobek naukowy
Specjalizuje się w paleoekologii mokradeł i ekologii ameb skorupkowych, koncentrując się na wpływie zmian klimatu i działalności człowieka na ekosystemy mokradeł, zwłaszcza torfowisk. Jest autorem licznych publikacji naukowych i jednym z najczęściej cytowanych polskich naukowców w dziedzinie nauk o Ziemi i środowisku według bazy danych Scopus. W 2023 r. znalazł się na liście 2% najczęściej cytowanych naukowców na świecie według Rankingu Stanforda. Badania prowadził między innymi w Ameryce Środkowej, Amazonii, na Falklandach i Syberii, w krajach bałtyckich, Szwajcarii i Czechach. Jako jeden z pierwszych w Polsce wykorzystał bioindykacyjne właściwości ameb skorupkowych w rekonstrukcjach paleoekologicznych. Był także członkiem grupy badawczej, która jako pierwsza wysnuła tezę, że skorupki ameb skorupkowych służą nie tylko do obrony, ale także do ataku na ofiarę.

## Kierowane projekty badawcze
- 2025-2029: kierownik zespołu partnera UAM „Lasy dla mokradeł – ochrona siedlisk hydrogenicznych na obszarach cennych przyrodniczo”; Kompleksowy projekt adaptacji lasów i leśnictwa do zmian klimatu – mała retencja oraz przeciwdziałanie erozji wodnej na terenach nizinnych – kontynuacja; Kompleksowy projekt adaptacji lasów i leśnictwa do zmian klimatu – mała retencja oraz przeciwdziałanie erozji wodnej na terenach górskich – kontynuacja, Finansowanie: Fundusze Europejskie na Infrastrukturę, Klimat, Środowisko  (FEnIKS). Projekt koordynowany przez Centrum Koordynacji Projektów Środowiskowych w partnerstwie z Uniwersytetem im. Adama Mickiewicza w Poznaniu, Uniwersytetem Przyrodniczym w Poznaniu oraz Centrum Ochrony Mokradeł[30][31]
- 2022-2025: kierownik zespołu polskiego grantu BiodivERsA i Water JPI: „ReVersal – Restoring peatlands of the nemoral zone under conditions of varying water supply and quality”[32][33]
- 2022–2025: kierownik grantu NCN OPUS 21: „Punkty krytyczne w ekosystemach torfowiskowych borealnych i wieloletniej zmarzliny Zachodniej Syberii w warunkach globalnego kryzysu klimatycznego i rosnącego zagrożenia pożarowego (PEATFLAMES)”[34]
- 2016–2021: kierownik grantu NCN OPUS 9: „Problem synchroniczności pożarów i susz w gradiencie kontynentalizmu w Polsce północnej w ostatnich 4000 lat: wysokorozdzielcze, wielowskaźnikowe badania torfowisk”[35]
- 2012-2016: kierownik grantu Polsko-Szwajcarskiego Programu Badawczego: „CLIMPEAT – Influence of global warming and drought on carbon sequestration and biodiversity of Sphagnum peatlands – present, past and future perspectives”[36][5]